# Drenkovo
Drenkovo (în bulgară Дренково) este un sat  în Obștina Blagoevgrad, Regiunea Blagoevgrad, Bulgaria.

## Demografie
Componența etnică a satului Drenkovo
     Bulgari (98,9%)
     Nicio identificare (1,09%)
     Altele (0%)
La recensământul din 2011, populația satului Drenkovo era de 91 locuitori. Din punct de vedere etnic, majoritatea locuitorilor (98,9%) erau bulgari. Pentru 1,09% din locuitori nu este cunoscută apartenența etnică.